# محمد المسلمی
محمد المسلمی (عربی: محمد بن صالح المسلمي؛ زادهٔ ۲۷ آوریل ۱۹۹۰) بازیکن فوتبال اهل عمان است.
از باشگاه‌هایی که در آن بازی کرده‌است می‌توان به باشگاه فوتبال الشباب عربستان سعودی اشاره کرد.
وی همچنین در تیم ملی فوتبال عمان بازی کرده‌است.